# 京の七口
京の七口（きょうのななくち）とは、京都につながる街道の代表的な出入口の総称として用いられる。七口として示される出入口の場所および名称は史料によっても異なり、定まっていない。

## 七口の由来
京の出入口を表す言葉としての「口」は、鎌倉時代後半から使われていたようであるが、室町時代になるとその出入口を始めとして、幕府、寺社、朝廷（公家）などさまざまな主体が、「七口の関」と称される関（関所）を設け、関銭（通行料）を徴収するようになったため、記録に関として「口」がみられるようになる。その記録を見ると、幕府や朝廷が設置した関の数を7つとするものが見られる。例えば、『建内記』によると、室町時代半ばの永享13年/嘉吉元年（1441年）に朝廷は御厨子所（みずしどころ）の率分関を八瀬・今道の下・東寺口・法性寺・鳥羽・七条口・長坂口の7か所に設置したうえで代官を置いたとある。ただし、各主体の関が同じ場所に設置されたわけでなく、場所はまちまちである。また、時期によって関の数は異なっており、例えば内蔵寮による率分関については、建武の新政初年の元弘3年/正慶2年（1333年）には長坂口・粟田口・大原口・四宮河原関が設けられていたが、応仁の乱以降は増加して木幡口・坂本口・鞍馬口・西口（嵯峨口）・南口・淀口・摂津芥川・納所関・辰巳口が挙げられている。
時代が下がり江戸時代に入ると、京の出入口を表す言葉として、「七口」という表現が一般的に使われるようになる。豊臣秀吉が京都改造の一環として、京の周囲を囲む惣構である御土居を築き、京の出入口を土塁に開いた「口」として具現化したことが「七口」という表現を一般的なものとする大きな役割を果たしたと考えられる。そのため、秀吉が御土居建造当時に穿った出入口が7つであったともいわれるが、建造当時の出入口は『三藐院記』によると十口とあり、また、現在では京の七口として数えられていない部分にも出入口があったことが当時の史料から読みとれるとの指摘がある。そこで、「七」は数を示すのではなく、古代の日本の行政区画概念である「五畿七道」の中心にあり、その「七道」すなわち地方諸国へつながっていることを表すというのがルーツであるとする説が有力である。

## 京の七口として挙げられる代表的な口
以下に、現代において七口の一つとよく称される代表的な口の名称を示し、そこからのびていた街道、口の場所についての情報や現存する地名などについて北から時計回りに記す。

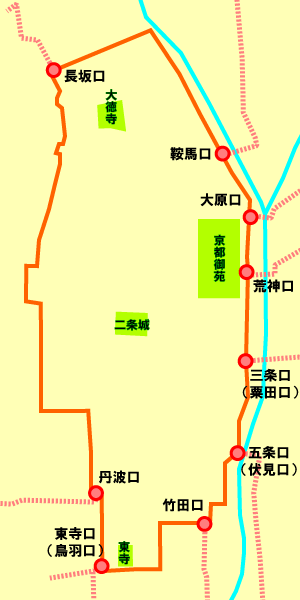
京の七口の一つとよく称される出入口と御土居

### 鞍馬口
鞍馬口（くらまぐち）は、出雲路口（いずもじぐち）ともいい、鞍馬口通の賀茂川西岸付近にあった。御土居の口に位置した「鞍馬口町」や、出雲路橋西詰の石碑に刻まれる「出雲路鞍馬口」にその名を残す。なお、鞍馬口駅の駅名は、京都市営地下鉄烏丸線の他の多くの駅名同様に交差する通りの名称により「鞍馬口通」からつけられたものであり（cf. 鞍馬口駅#鞍馬へのアクセス駅との誤解）、駅が位置する場所は元来の「鞍馬口」とは異なる「烏丸鞍馬口」である。また、現在「鞍馬口通」は、元来の「鞍馬口（出雲路口）」も、それより西の「烏丸鞍馬口」（烏丸通との交差点）や「千本鞍馬口」（千本通との交差点）などを通り、金閣寺門前に至っている。
鞍馬口を起点とする鞍馬街道は、鞍馬寺を目的地とする参詣道であると共に、さらにそこから延伸して平安京と丹波国・若狭国を結ぶ物流の道でもあった。

### 大原口
八瀬、大原を経て朽木、若狭につながる若狭街道（別名鯖街道）がのびていた。御土居の出入口が河原町今出川交差点の西側にあった。寺町今出川付近に「大原口町」の地名が残っている。

### 荒神口、今道の下口
北白川から、崇福寺に通ずる志賀峠を経て、琵琶湖・西近江路へとつながる山中越（志賀越、今道越、白川越とも言われた）がのびていた。河原町通の交差点名として「荒神口」の地名が残っており、御土居の出入口もその西側に位置していた。

### 粟田口、三条口
東海道・中山道がのびていた。御土居が設けられたのは鴨川三条大橋の西岸（河原町三条交差点の西側）であるが、近世以前に鴨川の東岸に関が設けられたことがあり、蹴上の近くに粟田口という地名が残っている。粟田口の近くにある粟田神社は「旅立ちの神」として信仰された。

### 伏見口、五条口
豊臣秀吉が開いたといわれる伏見街道が伏見へとのびていた。御土居の出入口が設けられたのは五条大橋西詰のあたりである。

### 竹田口
竹田（京都市伏見区）を通り伏見港へとつながる竹田街道がのびていた。竹田街道は江戸時代になって開かれた街道である。御土居の出入口が東洞院通八条上るにあった。

### 東寺口、鳥羽口
山崎、西宮を経て西に続く西国街道、鳥羽を経て淀に至る鳥羽街道がのびていた。九条通千本東入るに御土居の出入口があった。

### 丹波口
亀岡から丹波に続く山陰街道がのびていた。御土居の出入口が千本通七条上るにあった。JR嵯峨野線（山陰本線）の駅名（丹波口駅）として残っている。ただし、駅は高架化に伴い北に移転し、五条千本交差点の南側に位置しており、現在の山陰本線からの最寄り駅は高架化移転前の丹波口駅に近い位置に新設された梅小路京都西駅である。

### 長坂口、清蔵口
京見峠を越え杉坂に至る長坂越がのびていた。そこから周山、若狭へと道がつながっており、周山街道（現在の国道162号）が開通するまでは、こちらが周山へと向かう道であった。御土居の出入口が北区鷹峯旧土居町にあった。